# Sarasadat Khademalsharieh
Sarasadat Khademalsharieh, connu à l’étranger sous le nom de Sara Khadem est une joueuse d'échecs iranienne née le 10 mars 1997 à Téhéran. Réfugiée en Espagne, elle obtient la nationalité espagnole en 2023. 
Au 1er septembre 2024,  Sarasadat Khademalsharieh est la première joueuse espagnole et la 20e joueuse mondiale avec un classement Elo de 2 468 points.

## Biographie et carrière

### Tournois individuels
Championne du monde des filles de moins de 12 ans en 2009, Sarah Khademalsharieh devient  maître international féminin (MIF) en 2011. En 2013, la Fédération internationale des échecs (FIDE) lui décerne le titre de grand maître international féminin après qu'elle a réalisé les normes correspondantes.  Vice-championne du monde junior (c'est-à-dire chez les filles de moins de vingt ans) en 2014, elle devient maître international (titre mixte) en 2015.
Khademalsharieh remporte le Championnat d'Iran d'échecs féminin 2015-2016. 
Sarah Khademalsharieh acquiert une notoriété internationale en terminant deuxième du Grand Prix FIDE féminin de Téhéran en février 2016, alors qu'elle était la joueuse la moins bien classée au départ du tournoi. Elle participe au championnat du monde d'échecs féminin disputé à Téhéran en février 2017 et est éliminée au premier tour.
En janvier 2020, la fédération iranienne des échecs décide d'exclure la joueuse Mitra Hejazipour de l'équipe nationale féminine, et indique alors que seules Sarasadat Khademalsharieh et Atousa Pourkashiyan continuent à faire partie de l'équipe. Sarasadat Khademalsharieh annonce cependant peu après qu'elle quitte l'équipe nationale d'Iran.
Lors de la Coupe du monde d'échecs féminine 2021, elle est exempte au premier tour, puis elle bat Padmini Rout au deuxième tour, Gunay Mammadzada au troisième tour et est battue au quatrième tour (huitième de finale) par Tan Zhongyi.
En décembre 2022, elle participe aux championnats du monde d'échecs de parties rapides à Almaty, au Kazakhstan. Elle y participe sans le hidjab imposé par la loi iranienne, ce qui est considéré comme un signe courageux de soutien aux manifestations consécutives à la mort de Mahsa Amini en Iran. Après la compétition, le directeur de la fédération iranienne des échecs prend ses distances avec la joueuse en déclarant  « Khademalsharieh n’a pas participé à ces compétitions par l’intermédiaire de la fédération. Elle y est allée de façon indépendante ». Par crainte de représailles, elle décide de s’installer en Espagne avec son conjoint Ardeshir Ahmadi, producteur, réalisateur et présentateur de télévision.
En juillet 2023, elle obtient la nationalité espagnole et quitte officiellement la fédération iranienne d'échecs pour celle d'Espagne,. Elle gagne le championnat d'Espagne féminin dans la foulée.

### Compétitions par équipes
Sarah Khademalsharieh représente l'Iran lors de quatre olympiades féminines :
- en 2012, lors de l'Olympiade d'Ankara, en Turquie, son équipe termine 9e et elle est 39e  joueuse au deuxième échiqyier (6/10, 4 victoires (+4), 4  nulles (=4), 2 défaites (-2))[8] ;
- en 2014, lors de l'Olympiade de Tromso, en Norvège, son équipe termine vingtième et elle est quatrième au deuxième échiquier (7/9, +6, =2, -1)[8] ;
- en 2016, lors de l'Olympiade de Bakou en Azerbaïdjan, elle est classée huitième joueuse au premier échiquier[9] ;
- en 2018, lors de l'Olympiade de Batoumi en Géorgie, elle marque 8,5 points sur 10 et est classée huitième joueuse au premier échiquier[10].

En 2022, elle est absente de l'olympiade disputée à Chennai.
Elle joue sa première Olympiade avec l'Espagne en 2024 avec succès : son équipe termine à la quatrième place et elle-même remporte la médaille d'argent au premier échiquier.
Sara Khademalsharieh joue dans plusieurs clubs. Elle s'est fait remarquer en 2019 lors du championnat d'Allemagne d'échecs des clubs en gagnant toutes ses sept rencontres sous les couleurs du Club d'échecs de Hambourg. Le club finit néanmoins troisième du championnat.
En 2022, Sara Khademalsharieh remporte le championnat de France des clubs féminin avec le club de Clichy Échecs 92.